# Kurl-Husen
Kurl-Husen ist der Statistische Bezirk 24 der kreisfreien Großstadt Dortmund. Er liegt im Nordosten der Stadt und gehört zum Stadtbezirk Scharnhorst.
Der Statistische Bezirk besteht aus den beiden Stadtteilen Husen und Kurl. Beide gehörten zum Landkreis Dortmund, als sie am 1. April 1928 eingemeindet wurden.
Anders als es die Bezeichnung des Statistischen Bezirks vorzugeben scheint, bezeichnet die Bevölkerung dieses Gebiet als Husen-Kurl.
Außer Husen und Kurl gehört auch Fleier, das bis 1928 der Gemeinde Asseln angehörte, zum Statistischen Bezirk.

## Statistik
Struktur der Kurl-Husener Bevölkerung:
- Bevölkerungsanteil der unter 18-Jährigen: 17,6 % [Dortmunder Durchschnitt: 16,2 % (2018)][3]
- Bevölkerungsanteil der mindestens 65-Jährigen: 23,1 % [Dortmunder Durchschnitt: 20,2 % (2018)][4]
- Ausländeranteil: 8,3 % [Dortmunder Durchschnitt: 22,3 % (2024)][5]
- Arbeitslosenquote: 7,2 % [Dortmunder Durchschnitt: 11,0 % (2017)][6]

Das durchschnittliche Einkommen in Kurl-Husen liegt etwa 15 % über dem Dortmunder Durchschnitt.

### Bevölkerungsentwicklung
| Jahr      | 1987 | 2003 | 2008 | 2013 | 2016 | 2018 | 2019 | 2020 | 2022 | 2023 | 2024 |
| --------- | ---- | ---- | ---- | ---- | ---- | ---- | ---- | ---- | ---- | ---- | ---- |
| Einwohner | 6649 | 7581 | 7527 | 7481 | 7431 | 7382 | 7324 | 7296 | 7318 | 7280 | 7235 |

## Gliederung des Statistischen Bezirks 24
| Unterbezirk | Name       | Anmerkungen |
| ----------- | ---------- | ----------- |
| 241         | Kurl-Nord  |             |
| 242         | Kurl-Süd   | mit Fleier  |
| 243         | Husen-Nord |             |
| 244         | Husen-Süd  |             |